# In einem Bild
In einem Bild ist ein Album von Staring Girl. Es erschien am 20. April 2018 bei KOMBÜSE Schallerzeugnisse, dem Label der Hamburger Küchensessions.

## Hintergrund
Das Album wurde im Sommer 2016 im Watt ’n Sound-Studio an der nordfriesischen Nordseeküste live und analog auf Tonband aufgenommen. In dem Musikvideo zu Diebe, Halunken und Leute wird das Leben der obdachlosen Kunstmalerin Nicole Förster gezeigt. Regisseurin Liv Thamsen las die Titelgeschichte des Hinz und Kunzt und sah sofort eine Verbindung zwischen dem Songtext und Nicole Försters Geschichte.

## Titelliste (LP)
1. Stolpern Taumeln Und Laufen – 3:34
2. Vor Meiner Tür – 3:58
3. Matratzenladenneonröhrenlicht – 3:39
4. Lächeln und reden – 4:17
5. Diebe, Halunken und Leute – 4:52
6. In einem Bild – 3:58
7. In die Erde – 3:12
8. Mit silbernen Füßen – 4:00
9. Bilder an der Wand – 4:26
10. Vom Balkon aus – 5:48
11. Schwarz zu Weiß – 8:23
12. Viertel vor Nichts – 3:50

## Rezeption
Das Album wurde durchweg positiv besprochen. Für manche Rezensenten gehört es zu den deutschsprachigen Alben des Jahres: „Ein bärenstarkes Gesamtpaket. Und ein Kandidat für das Herzensalbum des Jahres 2018.“ Laut Intro Magazin habe die Band respektive das Album zumindest eine gewisse Aufmerksamkeit verdient: „Staring Girl beweisen ihre Relevanz mit dieser Platte einwandfrei und verdienen es, gekannt und geliebt zu werden.“ Die Lyrik Nibbes steht bei den Rezensionen oft im Mittelpunkt: „Tatsächlich lohnt es sich hier das Album in physischer Form zu erwerben, da das Booklet neben ästhetischer Schwarzweiß-Fotografie alle Texte beinhaltet, die beim bloßen Zuhören nicht immer direkt entschlüsselt werden können.“